# 김은정 (마라톤 선수)
김은정(金恩貞, 1983년 3월 20일~)은 대한민국의 육상 선수로 주 종목은 마라톤이다. 

## 경력
2006년 5월 전주 마라톤 대회에서 2시간 35분 28초의 개인 최고 기록으로 우승을 차지했다. 같은 해 12월에 대한민국 국가대표로 카타르 도하에서 열린 2006년 아시안 게임에 참가했으며 2시간 54분 33초의 기록으로 7위를 했다.
2010년 중앙서울마라톤대회 여자부에서 우승을 차지했다.